# 岩田利雄
岩田利雄（いわた としお、1947年7月27日 - ）は、日本の政治家。千葉県東庄町長（8期
）。

## 人物
- 千葉県香取郡東庄町出身
- 1995年1月21日より東庄町長に就任。